# Меликсет-Бек, Левон Меликсетович
Левон (также Леон) Меликсетович Меликсет-Бек (арм. Լևոն Մելիքսեթի Մելիքսեթ-Բեկ, в русскоязычных изданиях также Меликсет-Беков; 14 сентября 1890, Тифлис — 3 сентября 1963, Тбилиси) — советский, армянский и грузинский учёный-историк, филолог и арменовед. Профессор, доктор исторических и филологических наук. Член Одесского общества истории и древностей. Член корреспондент АН Армянской ССР. Заслуженный деятель наук Грузинской ССР.

## Биография

### Юность
Левон Меликсетович Меликсет-Бек родился 14 сентября 1890 года в Тифлисе, в армянской семье. После окончания школы поступил в Одесский университет, учась в котором в 1906 году стал членом «всемирной лиги эсперантистов».

### Научная деятельность
Закончив в 1913 году обучение в вузе, занялся научной деятельностью, и уже год спустя, в 1914 году становится членом-корреспондентом Одесского общества истории и археологии. Вернувшись в родной Тифлис, молодой учёный продолжил заниматься наукой. С 1915 по 1918 год Меликсет-Бек являлся учёным секретарем редакции коллегии Тифлисского армянского национального общества. В 1918 году он был избран лектором армянского языка новооснованного Тифлисского государственного университета, где спустя четыре года сдал докторские экзамены по армяно-грузино-греческой филологии, после чего в 1928 году защитил докторскую диссертацию по книге «Армянские архимандриты „северных стран“ и установление их личности в связи с вопросами армяно-грузинского взаимоотношения (опыт историко-литературного исследования)».
После чего, с 1918 по 1922 год, занимал должность учёного секретаря, а затем, с 1922 по 1927 год, председателя Кавказского отделения Московского археологического общества. Меликсет-Бек, помимо научной, начиная с 1918 года, активно занимался также преподавательской деятельностью. Большую часть которой он провел в Тбилисском университете, где получив в 1932 году звание доктора исторических наук и должность профессора, возглавлял ряд научных кафедр. Преподавал также в Ереванском университете, Тбилисском педологическом институте им. А. С. Пушкина и др. вузах Грузии. В 1941 году ученым было получено звание «Заслуженный деятель наук Грузинской ССР» и он становится членом Союза писателей СССР, а в 1945 года Меликсет-Бек был избран членом-корреспондентом АН Армянской ССР.
В 1960 году, в связи с 70-летием Меликсет-Бека, в Тбилиси была издана «Полная библиография печатных работ за 1909—1960 гг.». Она включала в себя около 600 наименований публикаций, несколько десятков рецензий на диссертации, два десятка переводов памятников художественной литературы на армянском, грузинском и русском языках.
Умер Левон Меликсетович Меликсет-Бек 3 сентября 1963 года в городе Тбилиси.

## Сфера деятельности
Основные труды Левона Меликсет-Бека посвящены армяно-грузинским историческим, культурным и библиографическим отношениям, переводам грузинских источников об Армении и армянах, исследованию и изданию, истории и культуре древней и средневековой Грузии. Автор пособия по истории древней армянской литературы.
Научные вопросы затронутые Левоном Меликсет-Беком существенно существенно расширили представления о взаимосвязях культур и народов Христианского Востока. Благодаря ему, многие литературные памятники выходили за рамки феодального партикуляризма и становились достоянием сопредельных стран и культур. За пять десятилетий научной деятельности учёным было опубликовано свыше 600 работ, многие из которых характеризуются важностью затронутой проблемы, особенно это касается работ по изучению взаимодействия народов и культур стран Закавказья

## Преподавательская деятельность
- Тбилисский университет (1918—1968)
  - Преподаватель (1918—1922)
  - Доцент (1922—1931)
  - Профессор (1932—1968)
- Ереванский университет (1936—1940)
- Тбилисский педагогический институт им. А.С.Пушкина (1954—1960)

## Возглавляемые кафедрыТбилисского университета
- Кафедра восточных языков и литературы (1930—1933)
- Кафедра истории Закавказья и Ближнего Востока (1933—1935)
- Кафедра армянской филологии (1935—1968)

## Членство в академиях и научных обществах
- Член Всемирной лиги эсперантистов (1906)
- Член-корреспондент Одесского общества истории и археологии (1914)
- Член союза писателей СССР (1941)
- Член-корреспондент АН Армянской ССР (1945)

## Работы
- Юридическое положение верховного патриарха армянского. Одесса, 1911
- Из материалов для истории армян на Юге России. Тифлис, 1914
- Древнейшая Пицунда у Понта Эвксинского.— 300, т. XXXII, 1915, с. 109—122. Отд. оттиск. Одесса
- Следы Артавазда и Митры в Грузии. — Вестник научного института Армении. № 1-2. 1921—1922
- Введение в историю государственных образований Юго-Кавказа. Ереван, 1924
- Надписи Кабепа. — ИКИАИ, т. 3, 1925, с. 31—36
- Грузинские источники об Армении и армянах, I, Ереван, 1934.
- Грузинские источники об Армении и армянах, т. 2, Ереван, 1934, с. 60 (на арм. яз.)
- Грузинский перевод «Истории Армении» Михаила Чамчяна. Вестн. Музея Грузии, VIII, 1935
- Новооткрытая надпись на Севане от 874 г. — В сб.: Памяти акад. Н. Я. Марра. М.— Л., 1938
- Новый взгляд на происхождение названия «Иверия». // Известия Кавказского отдела Императорского русского географического общества. 1916. Т. XXIV.
- Обзор источников по истории Азербайджана. — Баку, 1939, вып. 1.
- Упоминание Еревана, «Известия Армянского филиала АН СССР», 1940
- История креста Нины // «Известия» № 9 (14), 1941 г. Ереван
- Древняя Русь и армяне.— «Труды института языка АН Арм. ССР» (на арм. яз.), Ереван, 1946, т. 1, стр. 138
- К биографии сподвижника Исраэля Ори Минаса вардапет-1. (Предсмертные дни и опись оставшегося после Минаса имущества.) «Известия Акал наук Армян. ССР». Общественные науки, 1946, No I, стр.
- К вопросу о местоположении Савсаморы .— ВДИ, 1948, No 4
- К вопросу о настоящем имени просветительницы Грузии. Тифлис, 1914
- Публикации письменных источников по истории грузин. Каталог, т. 1. Тб., 1949
- Аветик Исаакян и грузинская литература'. Известия (Акад. наук Арм. ССР). Обществ. науки, 1951, No 4
- Грузинская версия «Истории Орселов» Стефаноса Сюникского // «Исторический вестник», т. VI. Тбилиси, 1952
- Армянские надписи Дманиси. — ТИЯ АН Груз ССР, I, 1954, стр. 153—161
- Грузинские источники об Армении и армянах. Ереван, 1955, т. III стр.172
- К истории появления гуннов в восточном Закавказье. — «Доклады АН Азербайджанской ССР», т. XIII. Баку, 1957, No 6, стр. 709—713
- Меликсет-Бек Л. М. К вопросу о генезисе армянского, грузинского и албанского алфавита. — Тр. Музея истории Азербайджана, 1957, т. II
- Хазары по древнеармянским источникам в связи с проблемой Моисея Хоренского // Исследования по истории культуры народов Востока. Сборник в честь акад. И. А. Орбели. М.; Л., 1960. С. 1 13
- Первые ахемениды и названия рек Закавказья. «Труды Тбилисского гос. ун-та», т. 91, серия востоковедения, вып. 2. Тбилиси, 1960.
- Из истории духоборов в Грузии (XIX век). Тбилиси, 1964.
- К толкованию имени «Мат’арси» гремской (Грузия) трилингвы конца XVI в. — «Эпиграфика Востока», 1966, [вып.] 17, с. 72—78
- Армяне в Грузии // Кавказ и Византия. Вып. 1. Ереван, 1979. С. 168 (на арм. яз.)

## Семья
Был женат, два сына. Младший сын — Евгений Леонович Меликсет-бек (по прозвищу Туга) (род. 21 февраля 1936, Тбилиси) — международный арбитр по шахматам, один из известнейших и наиболее авторитетных шахматных судей в СССР, неоднократный арбитр чемпионатов СССР; окончил Тбилисский государственный университет.